# Crancelino
Crancelino è un termine utilizzato in araldica per indicare una corona, ornata di foglie di ruta, spezzata, distesa e, generalmente, posta in banda. Raramente si trova in posizioni diverse. Il crancelino è simbolo araldico della Sassonia, nel cui stemma attraversa un fasciato di nero e d'oro.

Fasciato di nero e d'oro, al crancelino di verde (stemma tradizionale della Sassonia)
Crancelino
Crancelino di verde (Stockheim, Germania)
Crancelino di verde (Piotrków Kujawski, Polonia)
Crancelino di verde (Nová Paka, Repubblica Ceca)
Crancelino d'argento posto in fascia (Breitingen, Germania)